# 路易港 (瓜德罗普)
路易港（法語：Port-Louis，法語發音：[pɔʁ lwi] ⓘ）是法国海外省瓜德罗普的一个市镇，属于皮特尔角城区。

## 地理
路易港（16°25'0"N, 61°31'57"W）面积44.24 平方千米，位于法国海外省瓜德罗普。
与路易港接壤的市镇（或旧市镇、城区）包括：昂斯贝特朗、珀蒂卡纳勒。
路易港的时区为UTC−04:00（大西洋时区）。

## 行政
路易港的邮政编码为97117，INSEE市镇编码为97122。

## 政治
路易港所属的省级选区为珀蒂卡纳勒县。

## 人口

1962-2008年间路易港人口变化图示

路易港于2022年1月1日时的人口数量为5591人。